# Fabio Garbari
Fabio Garbari (1937) es un botánico italiano. Desarrolla actividades académicas en el Instituto de Botánica, de la Universidad de Pisa.
En 1958. se licenció en Ciencias Biológicas, por la Universidad de Pisa. En 2000-2002 fue listado como profesor en el Departamento de Ciencias Botánicas (Dipartimento di Scienze Botaniche) de la Universidad de Pisa.

## Algunas publicaciones
- fabio Garbari, lucia Tongiorgi Tomasi. 2007. Flora: the Erbario miniato and other drawings. Londres Royal Collection, serie Paper museum of Cassiano dal Pozzo, Series B, Natural history, part 6 664 p. ISBN 978-1-905375-20-2

- vittoria cristina Bertolini, carlo Del Prete, fabio Garbari. 2003. Karyological and biometrical studies on some species of the genus Dactylorhiza Necker ex Nevski sect. Dactylorhiza (Orchidaceae) of central-northern Italy. Acta horti Pisani 23 (8). Edición reimpresa de Dipartimento di Scienze Botaniche, 17 p.

- carlo Del Prete, f. Balderi, fabio Garbari. 1992b. Geobotanical research on Mount Pisano (Tuscany, Italy). Acta horti Pisani 18 (12)

- fabio Garbari, lucia Tongiorgi Tomasi, alessandro Tosi. 1991. Giardino dei semplici : l'Orto botanico di Pisa dal XVI al XX secolo. Ospedaletto, Pacini ISBN 978-88-7781-058-8
- La abreviatura «Garbari» se emplea para indicar a Fabio Garbari como autoridad en la descripción y clasificación científica de los vegetales.[2]